# Léon Dufour
Jean Marie Dufour dixit Léon Dufour (10 d'abril de 1780, Sent Sever (Landes) - 18 d'abril de 1865, ibíd.) va ser un metge i un naturalista francès.

## Biografia
De 1799 a 1806, estudià medicina a París. En aquesta època ja era amic de Jean-Baptiste Bory, supervisant per a ell la impressió del seu Voyage dans les quatre principales îles des mers d'Afrique (Viatge per les quatre principals illes dels mars d'Àfrica), on l'autor li reconeix, en afirmar en un avís al lector que el va ajudar aquest jove científic de la Història natural.
Més tard, Dufour participa com a metge en la guerra de la Independència Espanyola, de 1808 a 1814. Quan acabà la guerra s'instal·larà a la seva ciutat natal. Publicà, durant la seva vida, 232 articles sobre els artròpodes, amb una vintena dedicats a les aranyes. Es pot citar com a obra destacada, Recherches anatomiques sur les Carabiques et sur plusieurs autres Coléoptères (1824-1826, París).
Un altre dels seus treballs publicats va ser Les moeurs d'un hyménoptère chasseur de Buprestes, inspirat en Jean-Henri Fabre. Els dos científics van intercanviar una petita correspondència. La glàndula de Dufour, una glàndula abdominal que es troba en les femelles de gairebé tots els membres del subordre Apocrita, porta el seu nom.

## Altres obres
- Recherches anatomiques et physiologiques sur les hémiptères : accompagnées de considérations relatives a l'histoire naturelle et a la classification des ces insectes 1833 – Anatomical and physiological research of Hemiptera, along with considerations regarding the natural history and classification of insects.
- Notice botanique et culinaire sur les champignons comestibles du département des Landes, 1840 – Botanical and culinary notes on edible mushrooms from the département of Landes.
- Explications, notes, errata et addenda concernant les Recherches anatomiques et phisiologiques sur les orthoptères, les hyménoptères et les névroptères : part of the seventh volume of the Mémoires de l'Académie des sciences, 1841 – Explanations, notes, errata and addenda for anatomical and physiological research of Orthoptera, Hymenoptera and Neuroptera.
- Histoire Anatomique Et Physiologique Des Scorpions, 1856 – Anatomical and physiological history of scorpions.
- Anatomie, physiologie et histoire naturelle des galéodes, 1861 – Anatomy, physiology and natural history of Galeodes.[9][10]